# نقد التحررية
يشمل نقد التحررية (بالإنجليزية: Criticism of libertarianism) الشواغل الأخلاقية والاقتصادية والبيئية والبراغماتية وغالبًا ما يركز على التحررية اليمينية. جادل النقاد بأن عدم التدخل الرأسمالي لا ينتج بالضرورة أفضل أو أكثر النتائج كفاءة، ذلك أن فلسفة التحررية للفردية وسياسات تحرير القيود تفشل في منع إساءة استخدام الموارد الطبيعية. بدلًا من ذلك، يرتبط نقد التحررية اليسارية بشكل أساسي باللاسلطوية ويشمل مزاعم الطوباوية والاستبداد الضمني والتخريب تجاه مآثر الحضارة. ينخرط التحرريون اليساريون واليمينيون أيضًا في انتقاد بعضهم البعض.

## النقد الأخلاقي

### العدوانية والإكراه
تم التشكيك في صحة المفاهيم التحررية اليمينية للحرية والحرية الاقتصادية من قِبَل النقاد مثل روبرت لي هيل، الذي يفترض أن عدم التدخل الرأسمالي هو نظام من الإكراه العدواني والتقييد من قِبَل مالكي العقارات ضد الآخرين:
إن «نظام الحرية الطبيعية الواضح والبسيط» عند آدم سميث ليس نظامًا للحرية على الإطلاق، بل هو شبكة معقدة من القيود، يفرضها الأفراد جزئيًا لكن تفرضها الحكومة بشكل أكثر شمولية بناءً على طلب الآخرين بشأن حرية «البعض». ... وما يميز في الواقع هذا النظام المزيف المتمثل في «مبدأ عدم التدخل» (السوق) عن الأبوة، ليس غياب ضبط النفس، بل عدم وجود أي غرض واعِ من جانب المسؤولين الذين يديرون ضبط النفس، بالإضافة إلى عدم وجود أي مسؤولية أو إجماع من جانب المالكين العديدين الذين يخضع ضبط النفس لتقديرهم.
يجادل نقاد آخرون، بما في ذلك جون راولز في مقالته جاستس آز فيرنيس، بأن العقود الاجتماعية الضمنية تبرر الإجراءات الحكومية التي تنتهك حقوق بعض الأفراد لأنها مفيدة للمجتمع بشكل عام. يرتبط هذا المفهوم بالجماعية الفلسفية بدلًا من الفردية. ردًا على ذلك، أثار الفلاسفة التحرريون مثل مايكل هويمر انتقادات لنظرية العقد الاجتماعي.

### أصالة الأهداف التحررية
يصف النقاد مثل كوري روبن التحررية اليمينية بأنها في الأساس أيديولوجية محافظة رجعية متحدة مع الفكر والأهداف المحافظة التقليدية من خلال الرغبة في فرض السلطة الهرمية والعلاقات الاجتماعية:
إذن، فإن المحافظة ليست التزامًا بحكومة وحرية محدودة - أو حذرًا من التغيير أو إيمانًا بالإصلاح التطوري أو سياسة الفضيلة. قد تكون هذه نواتج ثانوية للمحافظة، واحدة أو أكثر من أساليب التعبير المحددة تاريخيًا والمتغيرة باستمرار. لكنها ليست هدفها المتحرك. بالإضافة إلى أن المحافظة لا تُعتبر اندماجًا مؤقتًا للرأسماليين والمسيحيين والمحاربين، لأن هذا الانصهار مدفوع بقوة أكثر عنصرية - معارضة تحرير الرجال والنساء من أغلال رؤسائهم، لا سيما في مجال العمل الخاص. قد تبدو مثل هذه النظرة على بعد أميال من الدفاع التحرري عن السوق الحرة، مع احتفالها بالفرد الذري والمستقل. لكنها ليست كذلك. عندما ينظر التحرري إلى المجتمع، فإنه لا يرى أفرادًا معزولين؛ بل يرى مجموعات خاصة، غالبًا ما تكون هرمية، حيث يحكم الأب عائلته والمالك يدير موظفيه.

### معايير الرفاه
انتقد جيفري فريدمان التحررين اليمينيين لاعتمادهم في كثير من الأحيان على الافتراض غير المثبت بأن النمو الاقتصادي والثراء يؤديان حتمًا إلى السعادة وزيادة نوعية الحياة.

### نظرية الحرية
جادل جيه سي ليستر بأن التحررية اليمينية ليست لها نظرية صريحة عن الحرية. يقدم ليستر نظرية الحرية، التي تم تلخيصها بإيجاز على أنها عدم وجود تكلفة مفروضة. فريدريك ينتقد ليستر لتهريبه مفاهيم غير محددة في النظرية. ورد ليستر على ذلك. يُعتبر كل من ليستر وفريدريك من أنصار العقلانية النقدية، النهج المعرفي لكارل بوبر. انتقد ليستر التحررين لإهمالهم نظرية المعرفة.